# Haute cour de justice pour les sanctions contre le fascisme
La Haute Cour de Justice pour les Sanctions contre le Fascisme (en italie: Alta corte di giustizia per le sanzioni contro il fascismo - ACGSF) était une institution extraordinaire du royaume d'Italie pour juger les crimes graves du régime fasciste.

## Histoire
Le tribunal a été créé dans les régions d'Italie libérées du fascisme entre 1944 et 1945, sous la lieutenance d'Umberto di Savoia, pour poursuivre les hiérarques  (membres hiérarchiques -  Gerarca) du régime précédent. Le tribunal a été créé par l'article 2 du décret de lieutenance n° 159 du 27 juillet 1944, tandis que son fonctionnement a été déterminé par le décret de lieutenance n° 198 du 13 septembre 1944.

## Composition et fonctions
Le tribunal était composé d'un président et de huit membres nommés par le Conseil des ministres parmi les hauts magistrats et les personnalités civiles, afin de rendre la justice au gouvernement et aux hiérarques du Parti national fasciste (Partito Nazionale Fascista) déférés par la Haute Commission des crimes fascistes.
Dans des cas exceptionnellement graves, des personnes autres que les hiérarques fascistes, mais toujours de connivence avec l'ancien régime, pouvaient également être déférées devant la haute cour. Les défendeurs avaient le droit de présenter des mémoires de défense et de demander à être interrogés. Avant le procès, la Haute Cour pourrait procéder à des enquêtes et entendre la personne concernée. Pendant le procès, l'accusation a été soutenue par la Haute Cour. Les arrêts, ordonnances et autres mesures de la Haute Cour de justice sont définitifs et exécutoires et ne permettent aucun type d'appel.

## Terminaison
Le tribunal est supprimé par le décret de la Lieutenance n° 625 du 5 octobre 1945 et les procédures en cours sont transférées à la Cour d'assises spéciale pour les crimes fascistes.
L'ensemble des fonds relatifs à la Haute Cour ont été numérisés et sont disponibles sur le site des archives en ligne du Sénat de la République ; les originaux papier font en revanche partie des collections des Archives centrales de l'État.

## Source
- (it) Cet article est partiellement ou en totalité issu de l’article de Wikipédia en italien intitulé « Alta corte di giustizia per le sanzioni contro il fascismo » (voir la liste des auteurs).